# Jitzchak Koren

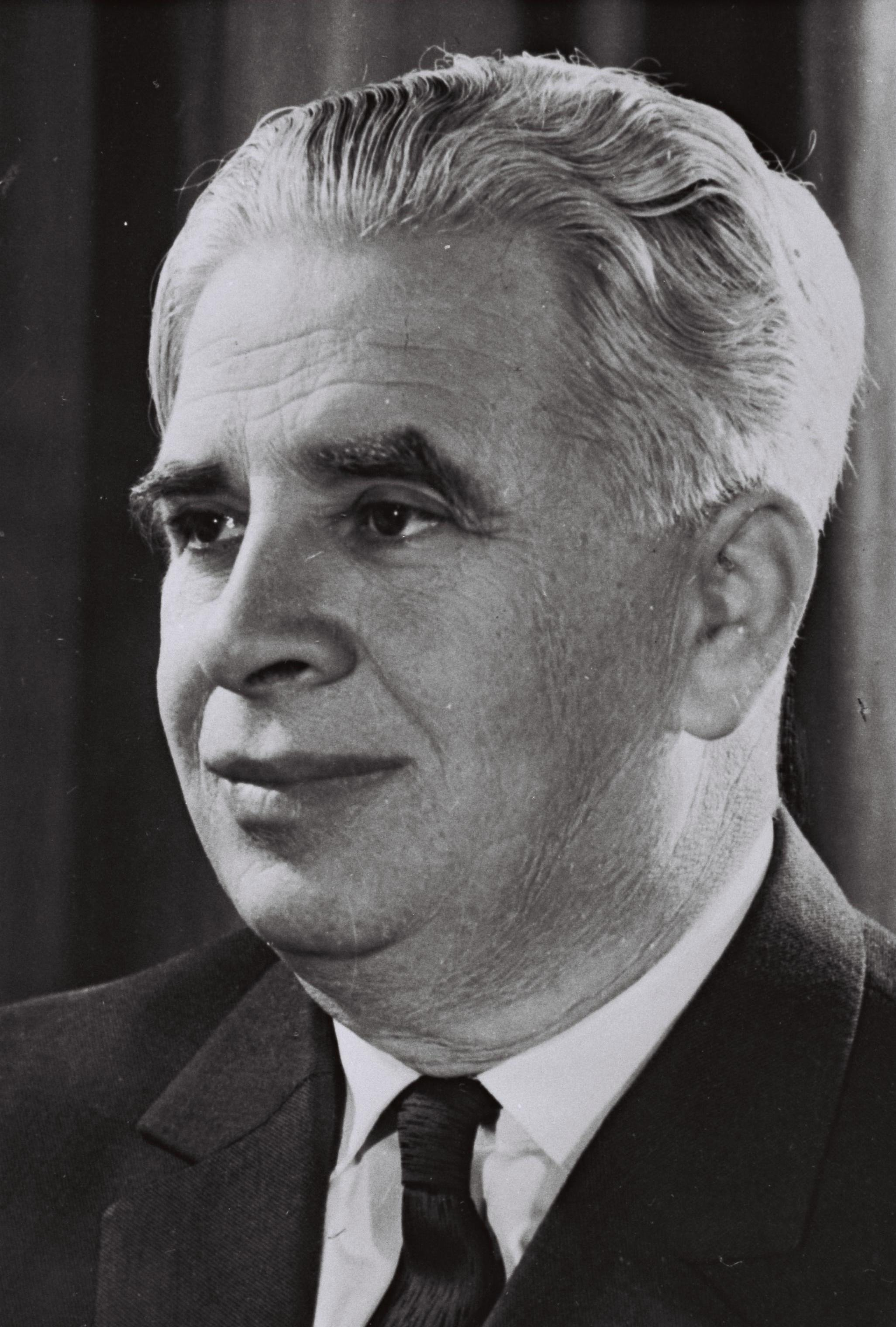
Jitzchak Koren, 1969

Jitzchak Koren (hebräisch יצחק קורן, * 11. März 1911 in Chișinău; † 22. Juni 1994) war ein israelischer Politiker.
Als studierter Jurist wanderte er am 1. Mai 1940 nach Palästina ein, wo er Mitglied der Haganah wurde. Von 1941 bis 1943 war er Direktor der Abteilung der Information und Organisation am Histadrut-Versorgungszentrum, anschließend war er Sekretär der Moschaw-Bewegung von 1944 bis 1961. Im Jahr 1949 gehörte er zu den Gründern des Siedlungsprojektes „Vom Flüchtlingslager zum Dorf“.
Ab 1959 war er Knessetabgeordneter des Mapai und von HaMa’arach. Nachdem er in seinem Mandat bei den Wahlen 1961 bestätigt wurde, ernannte man ihm am 30. Mai 1962 zum stellvertretenden Finanzminister. Er übte dieses Amt bis zum 26. Juni 1963 aus.
Sein Sohn Dani Koren war 2006 war Knessetabgeordneter der Awoda, während seine Tochter Ruth Koren mit dem Politiker Mosche Nissim verheiratet ist, der verschiedene Ministerposten in den 1980er und frühen 1990er Jahren innehatte.